# San Pedro (Córdoba)
San Pedro es una localidad del departamento San Alberto, provincia de Córdoba, Argentina.
Ubicado en el Valle de Traslasierra, a 187 km al oeste de la capital provincial. Forma parte de un aglomerado urbano continuo con otras localidades, con Villa Dolores como principal nodo.
Es uno de los asentamientos más antiguos de la región, con orígenes coloniales ligados a las primeras estancias de los siglos XVII y XVIII. No fue fundado por un conquistador puntual, sino que surgió de manera espontánea como posta agrícola–ganadera y religiosa, con la capilla.
La localidad se fundó oficialmente el 21 de abril de 1853 por decreto del gobernador Alejo Carmen Guzmán. Su nombre se debe al apóstol San Pedro, patrón de la capilla local, hoy ascendida a parroquia, cuya construcción comenzó en 1867 bajo la dirección del presbítero Francisco Ignacio del Castillo. La iglesia de San Pedro Apóstol simbolizó la identidad y la consolidación de la localidad 
Antes de la colonización española, la región era habitada por pueblos originarios que la llamaban Alnazana, “Cola de Río”..

## Población
La localidad cuenta con 4476 habitantes (Indec, 2022), lo que representa un descenso del 3,3% frente a los 4624 habitantes (Indec, 2010) del censo anterior. Está conurbada con Villa Dolores - Villa Sarmiento - Villa de las Rosas, con un 47 793 habitantes (Indec, 2010).
| Gráfica de evolución demográfica de Villa de San Pedro entre 1991 y 2022 |
|                                                                          |
| Fuente: Censos nacionales del INDEC                                      |

## Pedanía de San Pedro
Durante el gobierno de Carlos Menem (1989-1999), las políticas nacionales promovieron la creación de numerosos municipios y comunas en parajes y barrios, debilitando el sistema histórico de pedanías y departamentos en varias provincias.
En la provincia de Córdoba se crearon cientos de municipios locales; sin embargo, las pedanías continúan existiendo como subdivisiones territoriales dentro de un departamento, utilizadas principalmente con fines catastrales y estadísticos. Formalmente, las pedanías no ejercen gobierno ni cuentan con presupuesto propio, aunque en la práctica pueden actuar como unidades de planificación o coordinación para varias localidades pequeñas, siempre bajo la autoridad de los municipios o de la provincia. Esta organización permite eficiencia administrativa, especialmente en municipios del interior con áreas geográficas pequeñas y recursos limitados, evitando la duplicación de tareas. En algunos casos, existen convenios intermunicipales o programas provinciales que gestionan recursos compartidos en varias localidades dentro de una misma pedanía.
La pedanía de San Pedro tiene como cabecera a la localidad homónima, que también es el municipio principal de la zona. Sus límites aproximados son:
- Sur: río de Los Sauces, que también divide los departamentos San Alberto y San Javier.
- Norte: arroyo de Altautina por la ruta provincial 307 y por la ruta provincia 55, limite en paraje Bañado de Paja
- Este: inmediaciones del Dique Los Sauces y Embalse Boca del Río.
- Oeste: ruta provincial E-56, aproximadamente 2,5 km antes de la localidad de San Vicente.

Entre los parajes y comunas que forman parte de la pedanía se encuentran:
- Villa Sarmiento (creada en 1990)[7]
- Sauce Arriba (creada en 1993)[8]
- Paraje Los Callejones
- Paraje Bañado de Pajas
- Paraje Altautina
- Otros parajes rurales menores no registrados

## Transporte
La complejidad del área geográfico del valle serrano requiere un sistema de transporte y de accesos igualmente complejo y extenso. La localidad no solo necesita un sistema de transporte para quienes habitan en ella, sino también para los habitantes del aglomerado de Traslasierra que se trasladan principalmente por motivos laborales.
El medio de transporte de mayor uso es el colectivo, que con al menos 5 líneas en servicio interurbano, que no solo permite conectar diferentes puntos de la localidad sino que también llega a diferentes puntos lindante de la provincia de Córdoba. Las líneas de servicio interurbano es operada por la empresa: Sarmiento SRL, que vincula a San Pedro con los principales centros de la región. Entre los recorridos más destacados figuran los servicios hacia Villa Dolores, cabecera del departamento San Javier y nodo de conexión regional; hacia Villa Cura Brochero y Mina Clavero, importantes centros turísticos del valle; y hacia localidades menores como Los Pozos y Villa de Las Rosas, siguiendo en gran parte el corredor de la Ruta Provincial 14. Estos trayectos permiten a San Pedro integrarse al sistema de transporte transerrano, articulando tanto la movilidad local como la conexión con la ciudad de Córdoba y, de manera indirecta, con el corredor interprovincial hacia Merlo (San Luis).

## Turismo

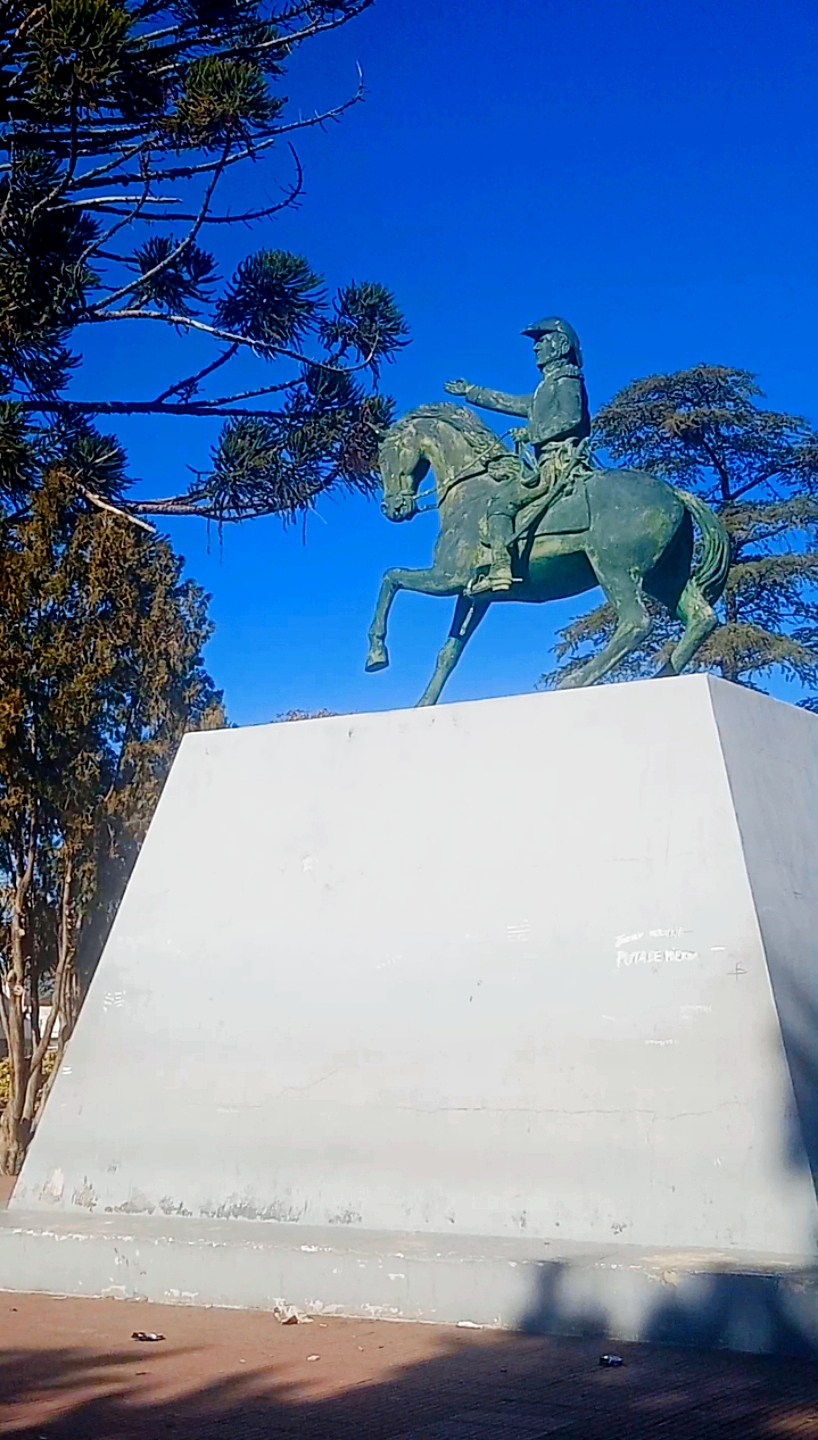
Plaza San Martín: es el corazón de la localidad, un punto de encuentro donde la historia, la fe y la vida cotidiana se entrelazan bajo la sombra de sus árboles y el resguardo del monumento al Libertador.

Parroquia San Pedro Apóstol: Construida en 1867, destaca por su arquitectura colonial y es un símbolo de la identidad local. Impulsada por el cura Brochero, quien contribuyó a concluir sus obras hacia fines del siglo XIX, consolidando al templo como eje espiritual y comunitario.
Patrimonio urbano excepcional: San Pedro se distingue en Traslasierra por conservar su tesoro arquitectónico de los últimos dos siglos, reflejando construcciones coloniales y del siglo XIX y XX.
Playas sobre el río de Los Sauces: Espacios naturales para disfrutar del sol y el agua. Estas zonas son aguas templadas y poco profundas, perfectas para familias y niños que buscan refrescarse en un entorno seguro.
Caminos por los Valles: Senderos tranquilos y planos que atraviesan valles semiárido, con imponentes sierras al fondo, ideales para trekking, cabalgatas, mientras se disfrutan de la flora y fauna autóctona.
Arte urbano: San Pedro cuenta con murales y obras gráficas distribuidas por toda la localidad, que reflejan la identidad cultural, la historia y la creatividad de sus habitantes, transformando sus calles en una auténtica galería de arte al aire libre.
Plaza San Martín: principal espacio público de San Pedro y centro de reuniones cívicas y culturales. Rinde homenaje al Libertador con el monumento de José de San Martín, acompañado por los bustos de San Pedro Apóstol (patrono de la localidad), el cura Brochero (destacado por su labor social en San Pedro), el Tte. Cnel. Manuel Morillo (quien instaló un cuartel militar unitario en la localidad y combatió contra los federales en Villa Dolores) y el Cnel. Agustín Ángel Olmedo (nativo del pueblo que participó en la Guerra del Paraguay y autor de los Cuadernos de Campaña).
Balneario y Camping municipal: Cuenta con piscinas apta para niños y adultos, además esta en una zona con un verde natural. Está equipado con asadores, mesas y bancos bajo sombra, ofreciendo un lugar ideal para pasar el día en familia o con amigos.
Microclima especial: San Pedro disfruta de temperaturas agradables durante todo el año, especialmente en verano, lo que lo convierte en un destino atractivo para quienes buscan escapar del calor intenso.

## Río de Los Sauces
Recibe su nombre por los numerosos sauces que crecen a lo largo de sus orillas, característica que lo distinguía para los primeros pobladores de la región. Popularmente en la zona algunas personas pueden referirse a él como “río de San Pedro” por la localidad, pero ese no es su nombre formal registrado.
Su formación es por la confluencia de los ríos Panaholma y Mina Clavero. Es el segundo río más importante de la región y desemboca en el Dique La Viña, donde se practican deportes náuticos y pesca.
A lo largo de su curso tiene atractivos naturales como Los Cajones y el balneario Los Elefantes, con formaciones rocosas características. 
Históricamente, la zona estuvo ligada a estancias y capillas desde la época colonial, y fue escenario de hechos destacados, como un asesinato durante las huestes de Ángel Vicente Peñaloza. Hoy es un lugar de belleza natural e importancia histórica, ideal para turismo y recreación.

## Parroquias de la Iglesia católica en San Pedro
| Diócesis Cruz del Eje | San Pedro (Córdoba)       | Fecha de Fundación                                      | Obispado                                  |
| --------------------- | ------------------------- | ------------------------------------------------------- | ----------------------------------------- |
| Parroquia             | San Pedro Apóstol         | 7 de junio de 1867                                      | Monseñor José Vicente Ramírez de Arellano |
| Capilla               | Santo Cura Brochero       | 20 de agosto de 1885 (Sede rural paraje Los Callejones) | Monseñor José Vicente Ramírez de Arellano |
| Capilla               | Nuestra Señora del Carmen | 27 de septiembre de 1873 (Sede rural paraje Altautina)  | Monseñor José Vicente Ramírez de Arellano |

## Educación
En San Pedro hay varios establecimientos educativos que cubren distintos niveles de enseñanza: inicial, primaria, secundaria y técnica, aunque la cifra exacta puede variar por aperturas o cierres, generalmente se registran alrededor de 6 a 8 centros educativos activos:

### Jardines de infantes
- Jardín de Infantes "Coronel Olmedo"[19]
- Jardín de Infantes Presbítero Antonio Sáenz (Sede rural paraje Los Callejones)[20]
- Jardín de Infantes San Miguel de Azcuénaga (Sede rural paraje de Altautina) [21]

### Escuelas primarias públicas y privadas
- Escuela Coronel Olmedo[22]
- Escuela Presbítero Antonio Sáenz (Sede rural paraje Los Callejones)[23]
- Escuela San Miguel de Azcuénaga (Sede rural paraje Altautina)[24]

### Institutos de educación secundaria y escuelas técnicas[25]
- Instituto Agrotécnico Stella Maris.[18]
- Escuela Experimental ProA San Pedro[26]

## Clubes Deportivo
En la localidad de San Pedro, existe al menos un club deportivo activo que participan en competencias regionales que cuenta con instalaciones deportivas gestionadas:
- Club Social y Deportivo San Martín de San Pedro: Fundado el 29 de mayo de 1942,[28] este club posee una larga trayectoria en la comunidad. Compite en la Primera División de la Liga Dolorense de Fútbol, en la Zona C. Popularmente, el club es conocido como “La Banda del Pueblo Viejo”.[29]

## Sismicidad
La sismicidad de la región de Córdoba es frecuente y de intensidad baja, y un silencio sísmico de terremotos medios a graves cada 30 años en áreas aleatorias. Sus últimas expresiones se produjeron:
- 22 de septiembre de 1908 (116 años), a las 17.00 UTC-3, con 6,5 Richter, escala de Mercalli VII; ubicación 30°30′0″S 64°30′0″O / -30.50000, -64.50000; profundidad: 100 km; produjo daños en Deán Funes, Cruz del Eje y Soto, provincia de Córdoba, y en el sur de las provincias de Santiago del Estero, La Rioja y Catamarca[31]

- 16 de enero de 1947 (78 años), a las 2.37 UTC-3, con una magnitud aproximadamente de 5,5 en la escala de Richter (terremoto de Córdoba de 1947)[30]

- 28 de marzo de 1955 (70 años), a las 6.20 UTC-3 con 6,9 Richter: además de la gravedad física del fenómeno se unió el desconocimiento absoluto de la población a estos eventos recurrentes (terremoto de Villa Giardino de 1955)

- 7 de septiembre de 2004 (20 años), a las 8.53 UTC-3 con 4,1 Richter

- 25 de diciembre de 2009 (15 años), a las 21.42 UTC-3 con 4,0 Richter